# Endothèque
L'endothèque est, chez les coraux durs, le nom donné à un ensemble de lames calcaires horizontales que l'on retrouve au fond du lumen.

## Description
L'endothèque est fait d'aragonite, un cristal de carbonate de calcium, comme le reste du coenostéum, l'exosquelette du corail dur.
C'est sur l'endothèque et plus particulièrement sa couche la plus récente (le plancher basal) que s'appuie le disque basal.

## Types d'endothèques
Il existe deux types d'endothèques : 
- le dissepimentarium qui est formé de lamelles interseptales, plus ou moins étendues dans la cavité calicinale et ne l’obstruant jamais complètement;
- le tabularium qui est constitué de lames horizontales d’épaisseur variable traversant totalement la cavité calicinale.